# Phytocerum distinguendum
Phytocerum distinguendum is een keversoort uit de familie spinthoutkevers (Cerophytidae). De wetenschappelijke naam van de soort werd in 1964 gepubliceerd door Soares & Peracchi.